# Ingelise Driehuis
Ingelise Driehuis (17 september 1967) is een voormalig tennisspeelster uit Nederland. Zij was actief in het internationale tennis van 1986 tot en met 1995. Driehuis is ereburger van Den Haag, omdat haar team van HLTC De Metselaars in 1985 Nederlands kampioen in het teamtennis werd.

## Loopbaan

### Enkelspel
Driehuis debuteerde in 1986 op het ITF-toernooi van Amersfoort (Nederland). Zij stond in 1987 voor het eerst in een finale, op het ITF-toernooi van Seabrook Island (South Carolina) (VS) – hier veroverde zij haar enige enkelspeltitel, door de Amerikaanse Elizabeth Galphin te verslaan.
In 1988 kwalificeerde Driehuis zich voor het eerst voor een WTA-hoofdtoernooi, op het toernooi van Eastbourne. Zij kwam op de WTA-tour nooit voorbij de eerste ronde. Bij haar enige deelname aan het enkelspel van de hoofdtabel op een grandslamtoernooi, in 1991 op de Australian Open, doorliep zij met succes de kwalificaties, waarna zij haar openingspartij in het hoofdtoernooi verloor van de Amerikaanse Andrea Leand.
Haar hoogste notering op de WTA-ranglijst is de 264e plaats, die zij bereikte in november 1991.

### Dubbelspel
Driehuis behaalde in het dubbelspel betere resultaten dan in het enkelspel. Zij debuteerde in 1986 op het ITF-toernooi van Lyon (Frankrijk) samen met de Belgische Kathleen Schuurmans. Zij stond enkele weken later voor het eerst in een finale, op het ITF-toernooi van Amersfoort (Nederland), samen met landgenote Simone Schilder – hier veroverde zij haar eerste titel, door het Britse duo Kaye Hand en Valda Lake te verslaan. In totaal won Driehuis zestien ITF-titels, de laatste in 1992 in Ramat Hasjaron (Israël) samen met landgenote Carin Bakkum.
In 1987 speelde Driehuis voor het eerst op een WTA-hoofdtoernooi, op het toernooi van Californië, samen met de Zuid-Afrikaanse Lise Gregory. Haar beste resultaat is het bereiken van de halve finale, eenmaal in 1992 met de Australische Louise Pleming in Kitzbühel, en een tweede keer in 1993 met de Mexicaanse Lupita Novelo in Palermo.
Haar beste resultaat op de grandslamtoernooien is het bereiken van de kwartfinale, op Wimbledon in 1994. Daarmee verkreeg zij haar hoogste notering op de WTA-ranglijst: de 87e plaats, in juli 1994.

### Naast en na de tennisloopbaan
- Bronnen:[1] en[2]

Driehuis volgde gymnasium β aan het Fioretti College in Lisse (1979–1985). Aansluitend studeerde zij scheikunde aan de Clemson University in South Carolina (1985–1987) en aan de Universiteit van Florida (1989–1990). Daarna voltooide zij een rechtenstudie aan de Erasmus Universiteit Rotterdam (1992–1996). Driehuis is advocaat en drijft een advocatenkantoor in Wassenaar.

## Palmares

### WTA-finaleplaatsen
Geen.

### Gewonnen ITF-toernooi enkelspel
| nr. | finaledatum | toernooi        | ondergrond | dotatie | tegenstandster in finale | score    |
| --- | ----------- | --------------- | ---------- | ------- | ------------------------ | -------- |
| 1.  | 1987-07-12  | Seabrook Island | gravel     | $10.000 | Elizabeth Galphin        | 6-2, 6-4 |

## Prestatietabel grandslamtoernooien
| Legenda | Legenda                          |
| ------- | -------------------------------- |
| g.t.    | geen toernooi gehouden           |
| l.c.    | lagere categorie                 |
| –       | niet deelgenomen                 |
| G       | uitgeschakeld in de groepsfase   |
| 1R      | uitgeschakeld in de eerste ronde |
| 2R      | uitgeschakeld in de tweede ronde |
| 3R      | uitgeschakeld in de derde ronde  |
| 4R      | uitgeschakeld in de vierde ronde |
| KF      | uitgeschakeld in de kwartfinale  |
| HF      | uitgeschakeld in de halve finale |
| F       | de finale verloren               |
| W       | het toernooi gewonnen            |
| w-v     | winst/verlies-balans             |

### Enkelspel
| Toernooi        | 1991 |
| --------------- | ---- |
| Australian Open | 1R   |
| Roland Garros   | –    |
| Wimbledon       | –    |
| US Open         | –    |

### Gemengd dubbelspel
| Toernooi        | 1988 |    | 1992 |
| --------------- | ---- | -- | ---- |
| Australian Open | –    | –  |      |
| Roland Garros   | 1R   | –  |      |
| Wimbledon       | –    | 1R |      |
| US Open         | –    | –  |      |

### Vrouwendubbelspel
| Toernooi        | 1988 | 1989 | 1990 | 1991 | 1992 | 1993 | 1994 | 1995 |
| --------------- | ---- | ---- | ---- | ---- | ---- | ---- | ---- | ---- |
| Australian Open | –    | –    | –    | 2R   | 1R   | 1R   | –    | –    |
| Roland Garros   | 2R   | –    | –    | 1R   | 3R   | 1R   | 1R   | 2R   |
| Wimbledon       | 2R   | 1R   | 1R   | –    | –    | 2R   | KF   | 1R   |
| US Open         | 1R   | –    | –    | –    | 1R   | 2R   | 1R   | –    |